# Vlaštovka obecná
Vlaštovka obecná (Hirundo rustica) je nejrozšířenějším druhem vlaštovky. Hnízdí v severní Africe, Evropě, Asii a Severní Americe, na zimu většinově táhne do subsaharské Afriky, jižní a jihovýchodní Asie, Austrálie a Jižní Ameriky. Jedná se o nápadného ptáka velikosti vrabce. Pro vlaštovku obecnou je typický dlouhý, hluboce vykrojený tmavý ocas opatřený řadou bílých skvrn. Svrchní strana těla je modročerná a spodina bílá až béžovobílá s tmavým pruhem na hrudi a sytě červeným čelem a hrdlem. Létá rychle a obratně většinou nízko nad zemí či vodní hladinou, a v letu téměř výhradně chytá také potravu, kterou tvoří dvoukřídlí, brouci a další hmyz. Hnízdí v jednotlivých párech nebo koloniích, přičemž staví typické otevřené hnízdo z hliněných hrudek v budovách, průjezdech či pod mosty. Snůška čítá 4–5 bílých, tmavě skvrnitých vajec. 
Slované, Germáni a řada dalších kultur vnímali vlaštovku po celá staletí i díky jejímu zvyku lovit obtížný hmyz vlídně a její přílet na hnízdiště spojovali s příchodem jara. Lidé z těchto kultur tolerovali a podporovali také její hnízdění ve vlastních staveních, k němuž docházelo prokazatelně již ve starověku. Preferovanými místy k hnízdění jsou pro vlaštovky tradičně chlévy, kravíny, vepříny a další místa s chovy hospodářských zvířat, v jejichž blízkosti vždy nacházely dostatek potravy. Právě úbytek takových chovů spolu s dalšími doprovodnými efekty intenzifikace zemědělství bývá označován za hlavní zdroj poklesu četnosti tohoto ptáka, k němuž v části areálu dochází už od druhé poloviny 20. století. Areál rozšíření a globální populace druhu jsou nicméně natolik rozsáhlé, že je vlaštovka obecná Mezinárodním svazem ochrany přírody považována za málo dotčený druh.

## Systematika
Druh prvně popsal švédský přírodovědec Carl Linné roku 1758 v 10. vydání svého díla Systema Naturae pod názvem Hirundo rustica. Rodové jméno druhu v latině, Hirundo, je dnes všeobecně uznávaným označením pro „vlaštovku“, ale podobně jako řecký název chelidon (χελιδών) bylo původně užíváno současně pro více vlaštovkovitých ptáků, které první autoři kvůli jejich podobnému chování a částečně i vzhledu nerozlišovali. Latinským (hirundo) i řeckým (chelidon) výrazem proto byli vedle vlaštovky obecné dříve označováni také jiřička obecná (Delichon urbica), vlaštovka skalní (Cecropis daurica), břehule říční (Riparia riparia) a břehule skalní (Ptyonoprogne rupestris). Prvním, kdo se pokusil jednotlivé vlaštovkovité odlišit, byl Plinius starší (25–79 n. l.), jenž zaznamenal rozdíly mezi mnohem později popsanými samostatnými druhy vlaštovkou obecnou, jiřičkou obecnou a břehulí říční na základě hnízd, která staví. Druhové jméno vlaštovky obecné v latině, rustica, pak v doslovném překladu znamená „venkovská“ a odkazuje na typické životní prostředí druhu.
Původ českého pojmenování vlaštovka není jednoznačně znám. Podle jedné z teorií má původ v praslovanském lasъ, které lze přeložit jako „tmavý s bílým bříškem“, a z něj odvozeného slova last(ov)a. Další z teorií hovoří o onomatopoickém (zvukomalebném) původu odkazujícím na vlaštovčí švitoření. Základ by v takovém případě patrně pocházel z přídavného jména lastavъ odvozeného od předpokládaného (písemně nedoloženého) slovesa lastati, které lze přeložit jako „překotně brebentit“. Lastati je totiž sloveso zintenzivňující původní sloveso lapotat, jež má samo o sobě význam „rychle mluvit“.
Postavení vybraných druhů vlaštovek na fylogenetickém stromu

|  | Vlaštovka bělohrdlá (H. nigrita) |
|  |                                  |

|  | Vlaštovka obecná (H. rustica) |
|  |                               |

|  | Vlaštovka angolská (H. angolensis)                                                                       |
|  | |
|  | \| \| Vlaštovka lesklá (H. lucida) \| \| \| \| \| \| Vlaštovka středoafrická (H. aethiopica) \| \| \| \| |
|  | |
|  | Vlaštovka lesklá (H. lucida)                                                                             |
|  | |
|  | Vlaštovka středoafrická (H. aethiopica)                                                                  |
|  | |

|  | Vlaštovka lesklá (H. lucida)            |
|  |                                         |
|  | Vlaštovka středoafrická (H. aethiopica) |
|  |                                         |

|  | Vlaštovka obecná (H. rustica) |
|  |                               |

|  | Vlaštovka angolská (H. angolensis)                                                                       |
|  | |
|  | \| \| Vlaštovka lesklá (H. lucida) \| \| \| \| \| \| Vlaštovka středoafrická (H. aethiopica) \| \| \| \| |
|  | |
|  | Vlaštovka lesklá (H. lucida)                                                                             |
|  | |
|  | Vlaštovka středoafrická (H. aethiopica)                                                                  |
|  | |

|  | Vlaštovka lesklá (H. lucida)            |
|  |                                         |
|  | Vlaštovka středoafrická (H. aethiopica) |
|  |                                         |

|  | Vlaštovka bělohrdlá (H. nigrita) |
|  |                                  |

|  | Vlaštovka obecná (H. rustica) |
|  |                               |

|  | Vlaštovka angolská (H. angolensis)                                                                       |
|  | |
|  | \| \| Vlaštovka lesklá (H. lucida) \| \| \| \| \| \| Vlaštovka středoafrická (H. aethiopica) \| \| \| \| |
|  | |
|  | Vlaštovka lesklá (H. lucida)                                                                             |
|  | |
|  | Vlaštovka středoafrická (H. aethiopica)                                                                  |
|  | |

|  | Vlaštovka lesklá (H. lucida)            |
|  |                                         |
|  | Vlaštovka středoafrická (H. aethiopica) |
|  |                                         |

|  | Vlaštovka obecná (H. rustica) |
|  |                               |

|  | Vlaštovka angolská (H. angolensis)                                                                       |
|  | |
|  | \| \| Vlaštovka lesklá (H. lucida) \| \| \| \| \| \| Vlaštovka středoafrická (H. aethiopica) \| \| \| \| |
|  | |
|  | Vlaštovka lesklá (H. lucida)                                                                             |
|  | |
|  | Vlaštovka středoafrická (H. aethiopica)                                                                  |
|  | |

|  | Vlaštovka lesklá (H. lucida)            |
|  |                                         |
|  | Vlaštovka středoafrická (H. aethiopica) |
|  |                                         |

Vlaštovka obecná je zástupcem čeledi vlaštovkovitých (Hirundinidae) a jejího nejpočetnějšího rodu Hirundo s 15 druhy. Patří zároveň k 38 druhům vlaštovkovitých ptáků stavějícím vlastní hnízda z hliněných hrudek. Zbylé druhy vyhrabávají hnízdní nory v měkkém substrátu na svazích a březích toků, či využívají již existujících dutin včetně těch stromových. Předpokládá se zároveň, že druhy hnízdící ve vyhrabaných norách patří k evolučně nejstarším, ze kterých se při osidlování Nového světa vyvinuli vlaštovkovití hnízdící v existujících dutinách. Nedávné studie podporují klasifikaci vlaštovkovitých stavějících hnízda z hlíny do dvou kladů. Jeden klad zahrnuje rody Hirundo a Ptyonoprogne (břehule), jejichž zástupci stavějí otevřená miskovitá hnízda; druhý klad čítá rody Delichon (jiřička), Petrochelidon (vlaštovka) a Cecropis (vlaštovka) s druhy stavějícími hnízda uzavřená.
Různí autoři u vlaštovky obecné popisují 6 až 8 poddruhů. IOC World Bird List uvádí k roku 2022 následujících 8 poddruhů:
- H. r. rustica Linnaeus, 1758 – hnízdí v Evropě, západní a střední Asii a severní Africe, se zimovišti v subsaharské Africe.
- H. r. transitiva (Hartert, E, 1910) – Libanon, Sýrie, Izrael, Jordánsko.
- H. r. savignii Stephens, 1817 – Egypt.
- H. r. gutturalis Scopoli, 1786 – hnízdí ve východních Himálajích po Korejský poloostrov a Japonsko, východní a jižní Čínu a Tchaj-wan, se zimovišti v jižní a jihovýchodní Asii a severní Austrálii.
- H. r. tytleri Jerdon, 1864 – hnízdí na jihocentrální Sibiři, se zimovišti ve východní Indii až jihovýchodní Asii.
- H. r. saturata Ridgway, 1883 – východní Sibiř.
- H. r. mandschurica Meise, 1934 – severovýchodní Čína.
- H. r. erythrogaster Boddaert, 1783 – hnízdí na Aljašce, v Kanadě a Spojených státech po jižní Mexiko, se zimovišti ve Střední a Jižní Americe.

Turner & Rose (1989) oproti tomu popisují poddruhů 6 (dle rozpisu výše, ale bez ssp. saturata a mandschurica).

## Popis
Délka těla dospělého ptáka se pohybuje mezi 17–21 cm, vč. prodloužených vidlic ocasu dlouhých 3–6,5 cm, u mladého ptáka 14–15 cm. Křídla jsou dlouhá a zašpičatělá, ocas dlouhý a vidlicový. Rozpětí křídel dosahuje 32–35 cm, hmotnost se pohybuje mezi 17–20 g.
Svrchní strana těla u ssp. rustica je jednolitě modročerně lesklá, spodina bílá až béžovobílá s modročerným pruhem přes hruď a krvavě červeným čelem, bradou a hrdlem. V letu zespodu na hluboce vykrojeném ocase s jehlicovitě tenkými a prodlouženými ocasními pery je patrná řada bílých skvrn. Pohlaví se zbarvením neliší, samec se pozná podle delších ocasních per. Mladý pták má kratší ocas a světlejší, béžovobílé nebo hnědavorůžové čelo a hrdlo. Zobák je černý, běhák šedohnědý a duhovka hnědá.

### Záměna
Mezi podobně vypadající ptáky, kteří jsou s vlaštovkou ve střední Evropě občas zaměňováni, patří příbuzní jiřička obecná a břehule říční a nepříbuzný, ale docela podobný rorýs obecný. Od všech zmíněných druhů ji lze snadno odlišit díky hluboce vykrojenému ocasu s řadou bílých skvrn a při pohledu zblízka také sytě červené barvě na čele a hrdle; jiřička obecná má v letu navíc dobře patrný bílý kostřec. V jižnějších částech Evropy žije ještě příbuzná vlaštovka skalní, která má podobně jako vlaštovka obecná dlouhý, hluboce vidlicovitý ocas, ale už zdálky se v letu pozná díky světlému kostřeci. Při pohledu zespodu se od vlaštovky obecné dále liší světlým hrdlem bez červené barvy a naopak hranatě černým ohraničením spodních ocasních krovek.

## Rozšíření a habitat
Vlaštovka obecná je nejrozšířenějším druhem vlaštovkovitého ptáka s holarktickým typem rozšíření, jehož hnízdní areál leží v severní Africe, Eurasii a Severní Americe. Na většině areálu tvoří severní hranici výskytu 63–66° s. š., ve Skandinávii až 68° s. š. Většina populací je tažných na dlouhé vzdálenosti, se zimovišti v Africe, orientální oblasti, Austrálii a Jižní Americe. Zimoviště evropských ptáků leží v subsaharské Africe, přičemž u východních a severských populací obecně na východní polovině (mezi 22° a 34° v.d.) a u západních a středoevropských populací na západní polovině kontinentu (mezi 10° z. d. a 26° v. d.) až po jižní Afriku, kde dochází k překryvu zimovišť ptáků původem z celé Evropy. Data od okroužkovaných ptáků dokazují, že vlaštovky z Velké Británie překonají ve vzduchu při migraci na jihoafrická zimoviště vzdálenost kolem 10 000 km, přičemž na podzim jim cesta zabere v průměru 10 týdnů rychlostí letu 150 km/den, a při cestě zpět na jaře 5–6 týdnů rychlostí v průměru 300 km/den.
K hnízdění vyhledává otevřenou obhospodařovanou krajinu se stavbami, hlavně poblíž vodních ploch a hospodářských zvířat, od nížin po hory (v Evropě hnízdí nejvýše v Alpách do 1800 m n. m. a na Kavkazu vystupuje až do 3000 m n. m.). Místy proniká i do měst, kde však bývá v evropských poměrech častěji nahrazena jiřičkou obecnou. Mimo hnízdní období hromadně nocuje v rákosinách.

### Výskyt v Česku
Vlaštovka obecná hnízdí na většině území Česka, a to zejména v nižších polohách, ale zdokumentováno je i hnízdění na Luční boudě v Krkonoších v 1400 m n. m. Přílet do Česka probíhá hlavně od konce března do poloviny dubna a trvá až do května (střední datum příletu na jižní Moravě bylo 15. dubna a na Břeclavsku 6. dubna), odlet následuje během září a října po tradičním houfování a nocování nehnízdících samců a vyhnízdivších ptáků v litorální vegetaci (často společně s břehulemi říčními). Většina v Česku hnízdících ptáků zimuje na základě dat z kroužkování již v oblastech savan a tropických lesů kolem rovníku.

## Biologie

### Hlas
V letu se často ozývá zvučným „vit“, pronášeným samostatně nebo v sériích. Při spatření kočky varuje ostrým „siflitt“ a krahujce podobným „flitt–flitt“. Zpěv tvoří typické poměrně hlasité rychlé štěbetání v různých tóninách občas přerušované skřehotavým zvukem přecházejícím v ostré chřestění.

### Hnízdění
Pohlavní dospělost u vlaštovky obecné nastává ve 2. kalendářním roce života, ale část samců prvně hnízdí až v roce následujícím. Hnízdění probíhá v jednotlivých párech nebo v koloniích, které mohou být ve vhodném prostředí typu budov s chovy hospodářských zvířat i relativně početné (obvykle však na jednom místě hnízdí dohromady spíše jednotky až nižší desítky párů). V Dánsku bylo během čtyřletého období napočítáno 40 solitérně hnízdících párů (celkem 14 % zaznamenaných ptáků), 27 kolonií o dvou párech (20 %), 6 kolonií o třech párech (7 %), 7 kolonií se čtyřmi až šesti páry (12 %) a 9 kolonií čítajících 7–22 párů (47 %). Staří ptáci vykazují vysokou věrnost místu hnízdění (samci vyšší než samice) a ve vzdálenosti do několika málo kilometrů od místa vylíhnutí se obvykle usazují také roční ptáci (zdokumentovány jsou ale i případy daleko výraznější natální disperze, včetně 360 km v rámci Velké Británie nebo 410 km z Německa do tehdejšího Československa).
Samci přilétají na hnízdiště průměrně s týdenním předstihem a vybírají místo k hnízdění, jehož nejbližší okolí o rozloze cca 4–25 m² aktivně brání. Určité rozestupy proto bývají i mezi jednotlivými hnízdy, čímž se vlaštovka obecná liší od jiných typicky koloniálně hnízdících druhů vlaštovek lepících svá hnízda nezřídka přímo na sebe (v Dánsku představovala vzdálenost mezi jednotlivými hnízdy v průměru 4 m a v Itálii 5 m). V letech s vysokými populačními hustotami přesto mohou rozestupy mezi hnízdy dosahovat i pouhých 10–20 cm. Námluvy začínají hned po příletu samic a jsou tvořeny intenzivním zpěvem a honičkami obou partnerů, přičemž studie potvrzují, že samci s delšími ocasními pery jsou pro samice jako partneři atraktivnější. Vytvořené páry se často udržují po celou sezónu nebo i několik let po sobě, běžně však dochází k případům mimopárové paternity. Samci proto samice v období fertilní periody intenzivně střeží a pokusy o mimopárové kopulace mohou vedle odrážení cizích samců mařit také falešným poplašným voláním evokujícím přítomnost predátora. Studie v Severní Americe neprokázaly souvislost mezi mírou mimopárové paternity u potomstva a velikostí hnízdní kolonie, ale ve Španělsku se potvrdilo, že výskyt uvedeného jevu v konkrétních případech zásadním způsobem ovlivňuje tělesná kondice samce, přičemž samice při posuzování atraktivity samce hodnotí vedle již zmíněné délky ocasních per také jeho zpěvní dovednosti nebo včasnost příletu na hnízdiště. Pravidelným jevem na hnízdištích bývá vnitrodruhový hnízdní parazitismus, který se vyskytuje častěji ve velkých skupinách a při vysoké hnízdní hustotě. Samice se parazitaci snaží bránit střežením hnízda před cizími samicemi, a to zvláště v ranních hodinách, kdy probíhá kladení vajec; v případě, že se v hnízdě dané samice objeví vejce ještě před začátkem jejího vlastního kladení, může také dojít k vyhození parazitického vejce z hnízda ven.
Nespárovaní samci (u populace v Dánsku každoročně v průměru 12,5 % sledovaných samců) se dlouho snaží přilákat samice do vlastního teritoria, ale v době, kdy se v sousedních okrscích začnou líhnout mláďata z první snůšky, mohou změnit taktiku a začít navštěvovat hnízda dalších párů. V nestřežených hnízdech pak mohou zabitím a vyhozením malých mláďat zkoušet přimět samice k novému hnízdění, a mnohdy s nimi skutečně ještě v dané sezóně zahnízdí.
Vlaštovka obecná ve středoevropských podmínkách hnízdí v květnu až srpnu jednou až dvakrát ročně (přibližně polovina párů po vyvedení prvních mláďat zahnízďuje znovu). Miskovité, shora otevřené hnízdo stavěla původně v jeskyních a na skalních stěnách, dnes však hnízdí téměř výhradně na lidských stavbách, nejčastěji uvnitř budov, v průjezdech nebo pod mosty. Hnízdění mimo urbánní prostředí je ve střední Evropě výjimečné. Většina hnízd v Česku byla zjištěna ve výšce mezi 2 a 3,5 m nad zemí, přičemž se často nachází na vyloženě tmavých místech. Stavebním materiálem jsou hliněné, slinami slepené hrudky prokládané stébly, větvičkami a žíněmi, výstelka je tvořena stébly a peřím. Hnízdo bývá tvořeno 750 až 1400 hliněnými hrudkami, takže jeho stavba zabere oběma rodičům řádově několik dní (obvykle 5–12, ale za nepříznivého počasí, kdy je sucho a tím pádem i nedostatek potřebného vlhkého hliněného materiálu, se může stavba protáhnout až na 4 týdny).
Snůška čítá 4–5 (2–6) čistě bílých, tmavohnědě, červenohnědě až černohnědě skvrnitých vajec o průměrných rozměrech 19 × 14 mm a hmotnosti 2 g. Vejce jsou kladena ve 24–48 hodinových intervalech. na kterých sedí samotná samice 15–16 dní, zatímco samec obvykle nocuje poblíž hnízda. Mláďata se líhnou během 24 hodin a jsou krmena oběma rodiči. První 3 dny jsou intenzivně zahřívána, po 4–6 dnech začínají vidět a ve stáří 21–22 dní opouštějí hnízdo. Dalších zhruba 5 dní jsou krmena rodiči mimo hnízdo, ale do hnízda se nezřídka vracejí nocovat ještě dlouho poté. Mladí ptáci z první snůšky často zůstávají poblíž hnízda ještě v době, kdy samice klade druhou snůšku, a někdy dokonce nocují společně se samicí na hnízdě, ve kterém se už nacházejí nedávno nakladená vejce. Část samců však mladé ptáky v době začátku kladení druhé snůšky odhání pryč, a mladé vlaštovky se pak mohou potulovat různě daleko od rodného místa, než se začnou houfovat společně s dospělými ptáky a odletí do teplých krajin.
Hnízdní úspěšnost bývá vysoká; v československých hnízdech dosahovaly ztráty na vejcích 5,76 % a na mláďatech 2,65 %. Nejčastějšími příčinami ztrát v průběhu inkubace byla vejce s uhynulým plodem a neoplozená vejce. Během krmení mláďat bylo nejčastější příčinou úhynu nepříznivé počasí.

### Predátoři
Predace hnízd je relativně vzácná a obvykle stojí za méně než 10 % ztrát. Mezi živočichy plenící hnízda vlaštovek patří vrabec domácí, krysy, kočky, krkavcovití ptáci a sokoli. Lokálně může predace představovat významný zdroj ztrát, jako tomu bylo například ve studii ve Finsku, kde predátoři (zejména pak straka obecná) byli hlavní příčinou nízké hnízdní úspěšnosti vlaštovek. Úmrtnost v 1. roce života dosahuje 70 %, ve 2. roce 20 % a ve 3. roce 6,7 %. Nejstarší okroužkovaný pták se dožil 11 let a 1 měsíce. V Indii byl zaznamenán i případ ulovení vlaštovky netopýrem, patrně megadermou indickou (Lyroderma lyra).

### Potrava

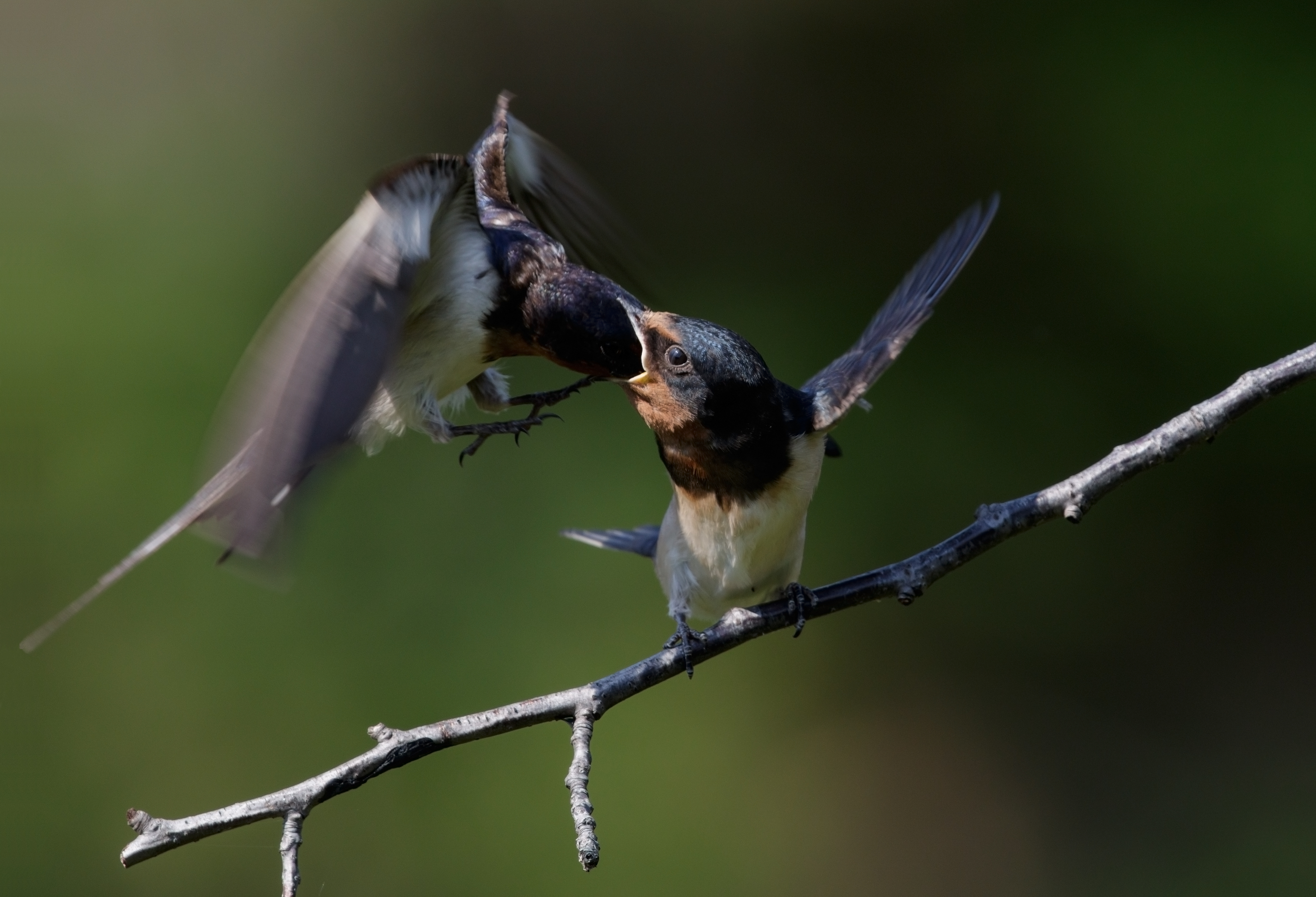
Dospělá vlaštovka při krmení mladého ptáka

Vlaštovka obecná se živí téměř výlučně dvoukřídlými, brouky a dalším létajícím hmyzem, který chytá za obratného letu o rychlosti 8–11 (4–19) m/s při kombinování mávání s plachtěním. Loví hlavně nízko nad zemí či vodní hladinou v průměrné výšce 7–8 m, často na místech se zvýšenou koncentrací hmyzu (okolí pasoucího se dobytka, roje pakomárů, mravenců a termitů, ale i divoká zvířata či lidé plašící svou činností hmyz ze země a vegetace). Příležitostně může sbírat kořist i přímo z povrchu rostlin a zdí (ať už za letu, nebo po přistání), a to zvláště za špatného počasí, kdy hmyz nelétá.
Ve Skotsku měla většina hmyzích exemplářů chytaná dospělými ptáky v průběhu hnízdního období rozměry přesahující 5 mm (83 % kořisti během prvního a 72 % kořisti v rámci druhého hnízdění), ale velikostní rozsah této kořisti může sahat od zhruba 1 do 23 mm s tím, že příležitostně je loven i hmyz větší, až do rozměru 50 mm. Mláďata vlaštovky obecné jsou v porovnání s jiřičkou obecnou krmena v průměru větší kořistí. V 52 hnízdních koloniích v Polsku šlo nejčastěji o brouky (56,1 %), blanokřídlé (24,1 %) a dvoukřídlé (16,1 %). Kožená (1980) zjistila na hnízdech v Brně z 331 vzorků nejvíce dvoukřídlé (62,3 %) a stejnokřídlé (27,8 %), přičemž zastoupení brouků bylo nepatrné (4 %). Dominantní zastoupení dvoukřídlých, zvláště pak ovádovitých a pestřenkovitých, potvrzují v potravě mláďat také studie ze Skotska (73 %), Německa (43 %) nebo východní Sibiře (87 %). Hnízdící ptáci získávají potravu pro mláďata obvykle ve vzdálenosti do 200 m od hnízda, přičemž rodič před každou návštěvou hnízda obvykle do zobáku postupně nachytá větší množství hmyzu, který hromadí v hrdle (jedna „porce“ potravy přinášená na hnízdo tak může obsahovat až 175 exemplářů hmyzu s tím, že v průměru jde o 3,5 až 19 exemplářů).
Na afrických zimovištích jsou významnou složkou potravy blanokřídlí, hlavně létající mravenci, a také brouci a termiti. Kořist lovená na zimovištích v Africe je v průměru větší, ale zároveň méně mobilní než ta na hnízdištích.

## Ohrožení a početnost

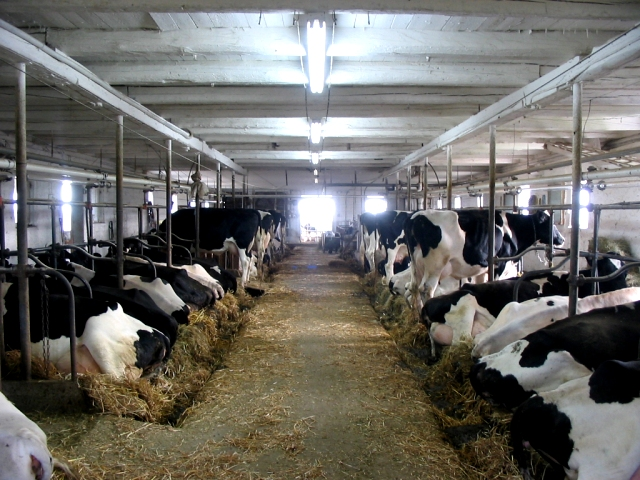
Úbytek tradičních chovů skotu a dalších hospodářských zvířat, v jejichž těsné blízkosti vlaštovka vždy nacházela dostatek potravních příležitostí, je jedním z důvodů jejího úbytku v řadě zemích Evropy

Mezinárodní svaz ochrany přírody (IUCN) hodnotí vlaštovku obecnou jako málo dotčený druh. Stavy tohoto ptáka v řadě zemích Evropy přesto během druhé poloviny 20. století znatelně poklesly; 20–40 % úbytek byl v průběhu 70. a 80. let zaznamenán například ve většině zemích severozápadní a střední Evropy, Skandinávie, Španělsku, Itálii, Rumunsku, Chorvatsku či na Ukrajině. BirdLife International v roce 2004 odhadl velikost evropské populace na 16–36 milionů párů a označil ji za zmenšenou a mírně klesající. O klesajícím trendu v Evropě hovoří také Evropská agentura pro životní prostředí (EEA), která početnost v 27 členských zemích EU odhadla na 22,4–33,5 milionů párů a oproti 80. let 20. století uvedla nejméně 20% úbytek stavů pokračují doposud. V Česku byla početnost v letech 1985–89 odhadnuta na 400–800 tisíc párů a v období let 2001–03 na 320–640 tisíc párů, což představuje zhruba 20% pokles. Také početnost vlaštovek v Severní Americe v posledních dekádách poklesla; data ze sčítání hovoří o přibližně 38% úbytku mezi lety 1970 a 2014.
Za hlavní příčinu úbytku vlaštovek je považována intenzifikace zemědělství vedoucí k nedostatku potravních a hnízdních příležitostí, včetně upouštění od tradičních metod chovu skotu a dalších hospodářských zvířat, či redukce a větší hygieny takových chovů. Potravinovou dostupnost negativně ovlivňují dále odvodňování půdy a používání herbicidů a pesticidů. Na zimovištích je vlaštovka lovena lidmi jako zdroj obživy, místy z jejich strany trpí také shazováním či vybíráním obsazených hnízd. Početnost dokáže nárazově ovlivňovat špatné počasí, což bylo zdokumentováno například během prudkého ochlazení v září 1931 ve střední Evropě, v rámci kterého bylo dle dobového záznamu „obrovské množství vlaštovek a jiřiček otupělých chladem a neschopných najít potravu, hledalo úkryt ve stájích, stodolách a domech, kde se v některých případech shromáždily ve velkých počtech a byly natolik netečné, že je bylo možné vzít do ruky“. 89 tisíc živých jedinců, které se v tomto období podařilo pochytat a letecky přepravit do Itálie, dle stejného svědectví „představovalo pravděpodobně jen malý zlomek celkových ztrát“. Podobná situace byla popsána roku 1974 v Alpách ve Švýcarsku, Rakousku a jižním Německu, kde byly během extrémně chladného počasí hlášeny statisíce uhynulých vlaštovkovitých ptáků.
Vlaštovka obecná náleží v Česku dle vyhlášky č. 395/1992 Sb. mezi zvláště chráněné druhy v kategorii ohrožených a v Červeném seznamu ptáků ČR se řadí do kategorie NT – Téměř ohrožený. Úmyslné maření hnízdění nebo poškozování a shazování jejích (i použitých) hnízd je výslovně zakázáno (zákon č. 114/1992 Sb.).

## Vztah k lidem

### Mytologie a pověry
Vlaštovka obecná se v těsné blízkosti lidí vyskytovala od nepaměti, přičemž archeoložka Dale Serjeantsonová popisuje, že patrně už lidé v paleolitu spojovali přílet vlaštovek s příchodem jara a dokonce s nimi sdíleli stejné jeskyně. Pověst vlaštovky jako posla jara je široce rozšířena napříč evropskými kulturami. Už na mínojské lokalitě Akrotiri byla nalezena „jarní freska“ pocházející z roku kolem 1600 př. n. l. vyobrazující kvetoucí lilie a tančící vlaštovky, a podobně antický řecký autor Hésiodos asi v roce 700 př. n. l. napsal, že vlaštovka přináší jaro. Římský spisovatel Columella (4–70 n. l.) zabývající se zemědělskou tematikou radil zemědělcům, aby se v souvislosti s návratem vlaštovek připravili na jarní setbu. Dobře zdokumentována je také odvěká tendence lidí vlaštovky bedlivě pozorovat, a to nejen při hnízdění; Plinius starší v této souvislosti například zaznamenal legendu, na základě které se lidé žijící v jeskyních naučili umění výroby cihel a hlíny právě od vlaštovek, jejichž schopnost stavby hnízda z množství hliněných hrudek ve vlastním obydlí zblízka obdivovali.
Už ve starověkém Římě byla vlaštovka ctěna a držena pod ochranou domácích bůžků penátů. Podobně starověcí Řekové věřili, že vlaštovka se má chránit a nezraňovat, protože v domě, kde je pronásledována, zaletuje ze msty do stájí a klove do vemen krav tak, že přestanou dávat mléko. V germánské mytologii platila za posvátného ptáka, což platilo také pro Slovany, kteří zároveň věřili, že stavení, ve kterém vlaštovka zahnízdí, chrání před ohněm. Zabití vlaštovky považovali za hřích a shazování jejích hnízd spojovali se smůlou a neštěstím. Spojení vlaštovky s jarem se jako hlavní motiv udrželo také v křesťanské Evropě, ale začalo se přisuzovat Boží moudrosti. Vlaštovka byla nicméně nadále vnímána veskrze pozitivně s jistou výjimkou v podobě Irska a Skotska, kde platila za „ďáblova ptáka“. Její hnízda zde proto lidé taktéž neshazovali, ale nikoliv z úcty, nýbrž ze strachu z následků. Košťál (1895) ve své knize Ptactvo v názorech, pověrách a zvycích lidu českého píše, že „vlaštovička a včela umírají, říká lid, a proto se maso její nejí“, a že „kde vlaštovičky hnízdí, tam panuje svatý pokoj a zbožnost; přinášejí vůbec štěstí a Boží požehnání. Proto někde přibíjejí hospodáři na trámy v chlébě prkénka, by si vlaštovičky snadněji hnízda stavět mohly“. Zaznamenává také pověst, na základě které měla vlaštovka přijít ke svému červenému zbarvení pod zobákem od ohně při hašení požáru chrámu v Jeruzalémě. Podle jiné verze má červená barva pod zobákem pocházet od krve, když vytahovala hřeby z ran Kristových.
Když první lidé z ráje vyhnáni byli, smiloval se Bůh nad nimi a poslal na svět jaro, jehožto příchodem se stala půda úrodnou. Zvěstovateli jara byly vlaštovičky bílé jako padlý sníh. S počátku ctil je lid; ale časem zbujněl a rozmetal hnízd jejich; vlaštovičky odletěly, a s nimi odešlo jaro. Když pak na prosbu naříkajících se vrátily, byly schytány a zavřeny do věže, kde jim lid peří strhal, aby odletěti nemohly. Ale do věže udeřil, „Boží posel“, a ptáčkové se vrátili do nebe. Když lid tesknil a litoval svého hříchu, dal se Tvůrce vlaštovičkami uprosit a poslal je opět na svět, ale na památku bolesti, již zakusily, dal jim peří černé.
– Anděl strážný, str. 76
Grohmann (1864) uvádí, že plaší-li se vlaštovky hnízdící ve chlévě, rozkousají kravám vemena tak, že se nedají dojit. K nápravě je údajně třeba, aby babička hledala v noci kus provazu a najde-li ho, má jej rozvázat, smíchat s kadidlem a dát kravám do žrádla. Někde se také tradovalo, že ve staveních, kde jsou vlaštovkám vybrána mláďata z hnízda nebo je jim hnízdo shozeno, začnou krávy dojit místo mléka krev.
| Dnes je svatýho Řehoře, přeletěla vlaštovička přes moře: blázen sedlák, kterej nevoře! |
| —K. J. Erben: Prostonárodní české písně a říkadla                                      |

K dalším českým pověrám spojeným s vlaštovkou patří např.:
- „Kdo spatří z jara první vlaštovku sedící, bude míti neštěstí: uzří-li ji poprvé v letu, prožije šťastný rok.“
- „Zabije-li někdo vlaštovku, zemře mu některý z rodičů.“
- „Nad kterým stavením vlaštovky hojně krouží nebo do oken vrážejí, tam se bude jistě děvče brzy vdávati; lítají prý za každou nevěstou. Není-li v tom stavení dívka, ohlašují vlaštovky, že bude syn vojákem.“
- „Trusem vlaštovky, která sedá na kostelní věži, možno prý vyléčiti zimnici.“

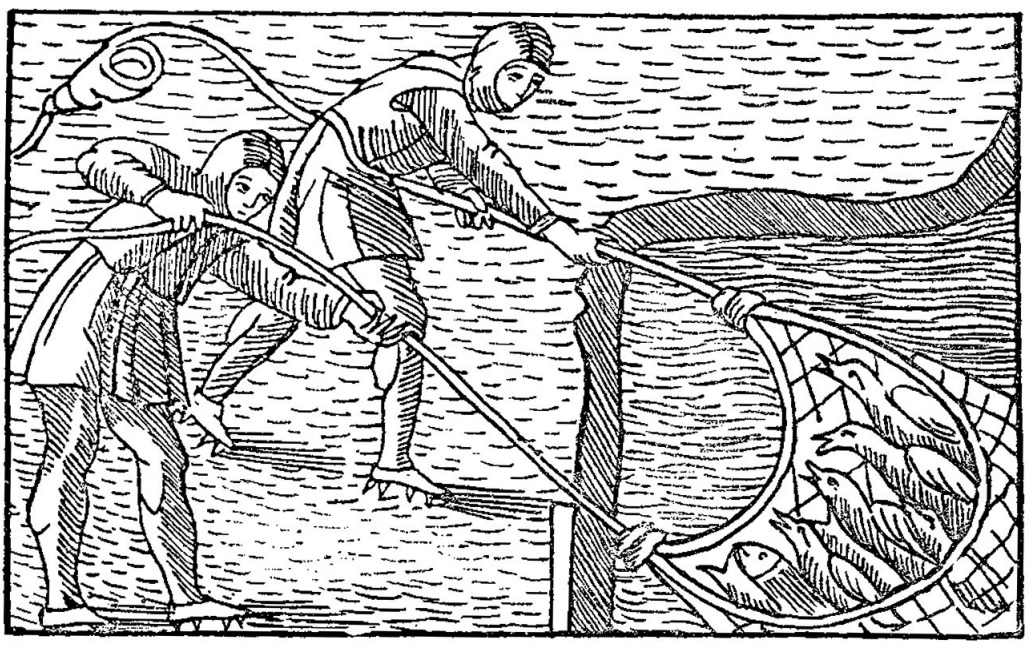
Reprodukce dřevorytu znázorňujícího rybáře lovící vlaštovky a ryby ze zamrzlé řeky (originál z knihy Historia de gentibus septentrionalibus, 1555)

Po celá staletí se rovněž předpokládalo, že vlaštovka obecná tráví zimu na hnízdištích v jeskyních nebo stromových dutinách či dokonce v klidovém stavu v bahně pod vodou. Důvodem bylo, že lidé sice dobře vnímali jarní návrat vlaštovek a jejich „mizení“ na podzim, ale nedokázali si dobře představit rozsah a délku tahové cesty, kterou tito ptáci každoročně podstupují přes Středozemní moře až do Afriky a zase zpátky. Aristotelés ve 4. století př. n. l. uvedl, že některé vlaštovky prostě odlétají a stahují se do blízkého teplejšího prostředí, zatímco jiné přes zimu hibernují a v klidovém stavu zároveň pelichají. Německý učenec Albert Veliký (1193–1280) ve svém encyklopedickém díle De animalibus zase poněkud nejasně nejprve napsal, že čápi odlétají dříve než vlaštovky, aby později ve stejné knize od tohoto tvrzení ustoupil a posmíval se prostým lidem věřícím, že všichni ptáci, kteří v zimě nejsou vidět, musí nutně odlétat. Jako ptáky, kteří přes zimu zůstávají, vypsal luňáka a vlaštovku, a jako důkaz nabídl příběh, podle kterého měly po rozříznutí prohnilého dutého dubu v Německu ze stromu vypadat hibernující vlaštovky.
Ještě v roce 1789 významný britský přírodovědec Gilbert White ve své knize The Natural History and Antiquities of Selborne poznamenává: „Stojí za to zmínit, že tito ptáci se objevují jako první v okolí jezer a mlýnských rybníků, a je také velice zvláštní, že pokud uvedení první návštěvníci narazí na sníh a mráz, jako tomu bylo během dvou hrozivých jar v letech 1770 a 1771, okamžitě na čas zmizí. Tato okolnost svědčí spíše ve prospěch úkrytu než migrace, protože je mnohem pravděpodobnější, že se pták stáhne do svého hibernakula, které má po ruce, než aby se na týden či dva vracel do teplejších zeměpisných šířek.“ Teprve postupné spojování pozorování nehnízdících vlaštovek v Lamanšském průlivu, západní Africe a u pobřeží Středozemního moře začátkem 19. století začalo posilovat teorii, že za „mizením“ vlaštovek na zimu stojí spíše migrace do teplých krajin, kterou tito ptáci každoročně postupují. Skutečné tahové trasy byly nicméně zdokumentovány až díky kroužkování v průběhu 20. století; úplně první potvrzený údaj o zimním areálu pochází od samice okroužkované v anglickém Staffordshiru Jamesem Masefieldem v květnu 1911, která byla v prosinci 1912 zaznamenána v Natalu na území dnešní Jihoafrické republiky.

### Národní pták
Vlaštovka obecná je oficiálním národním ptákem Rakouska a Estonska.

### Pták roku
Českou společností ornitologickou (ČSO) byla vyhlášena Ptákem roku 1992 a stala se tak vůbec prvním druhem, který tuto dodnes každoročně pořádanou kampaň odstartoval.

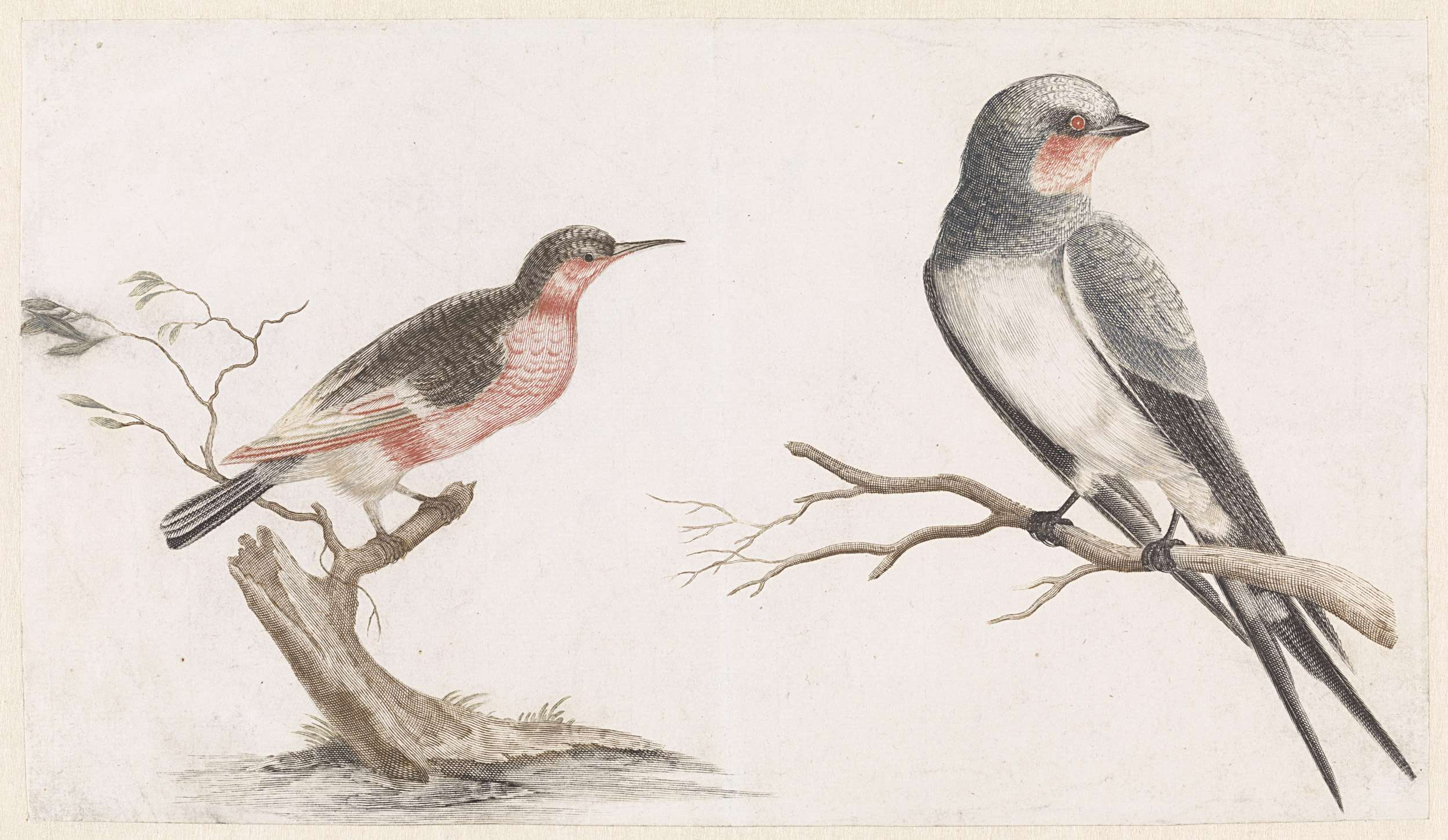
1688–98 (vpravo vedle vlhy pestré)
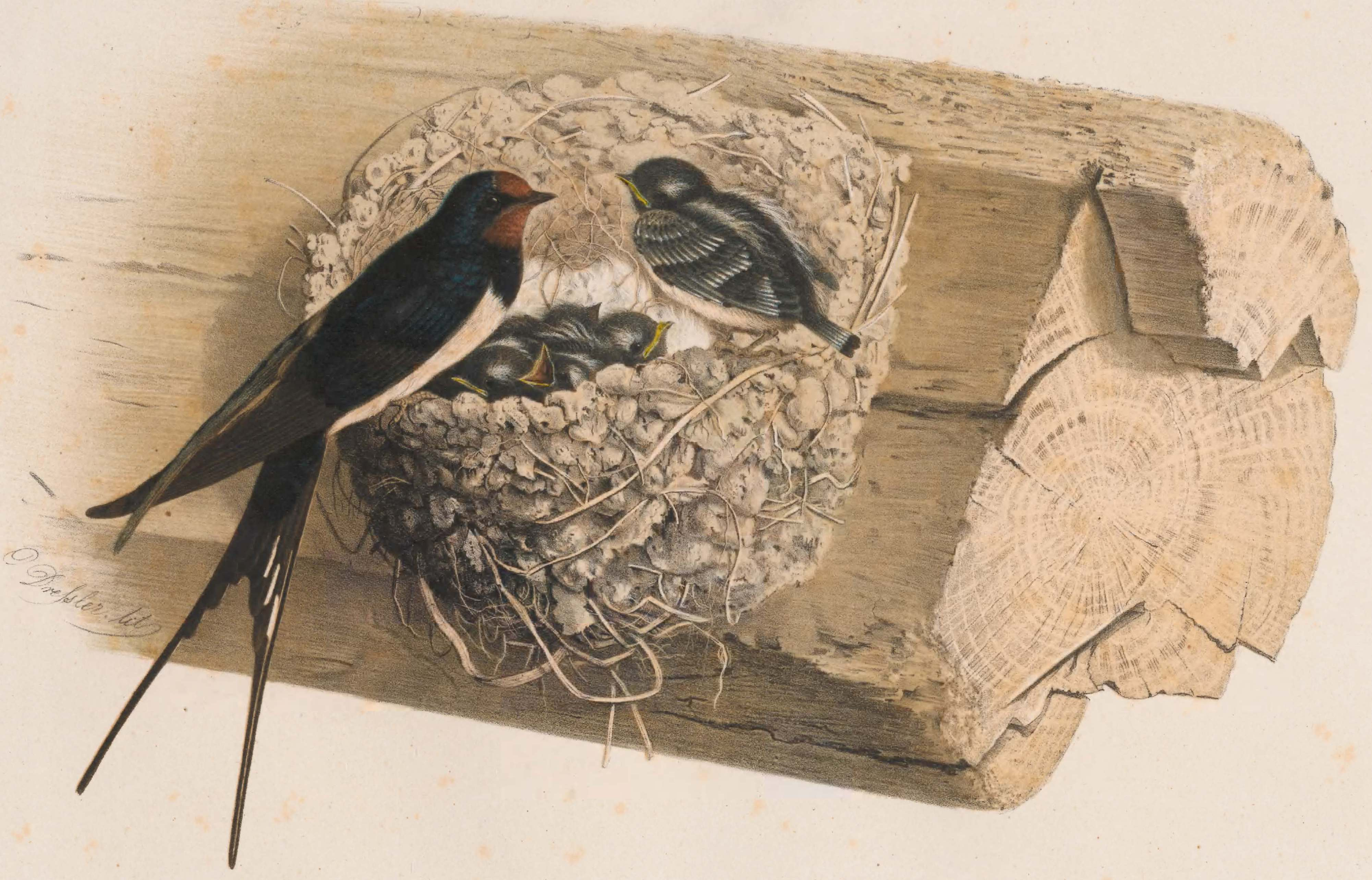
1868
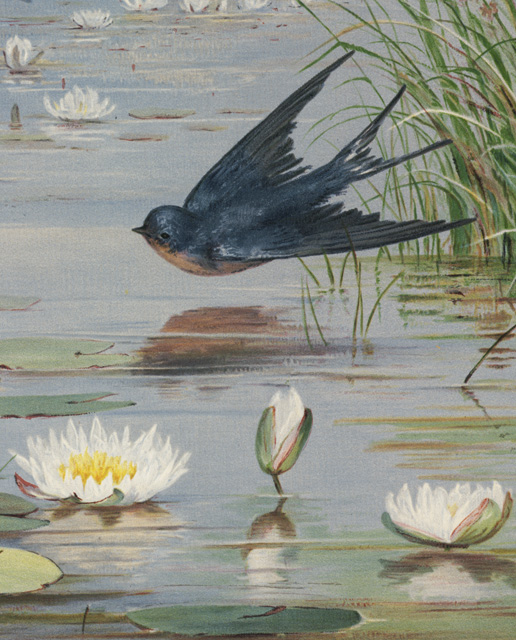
1875
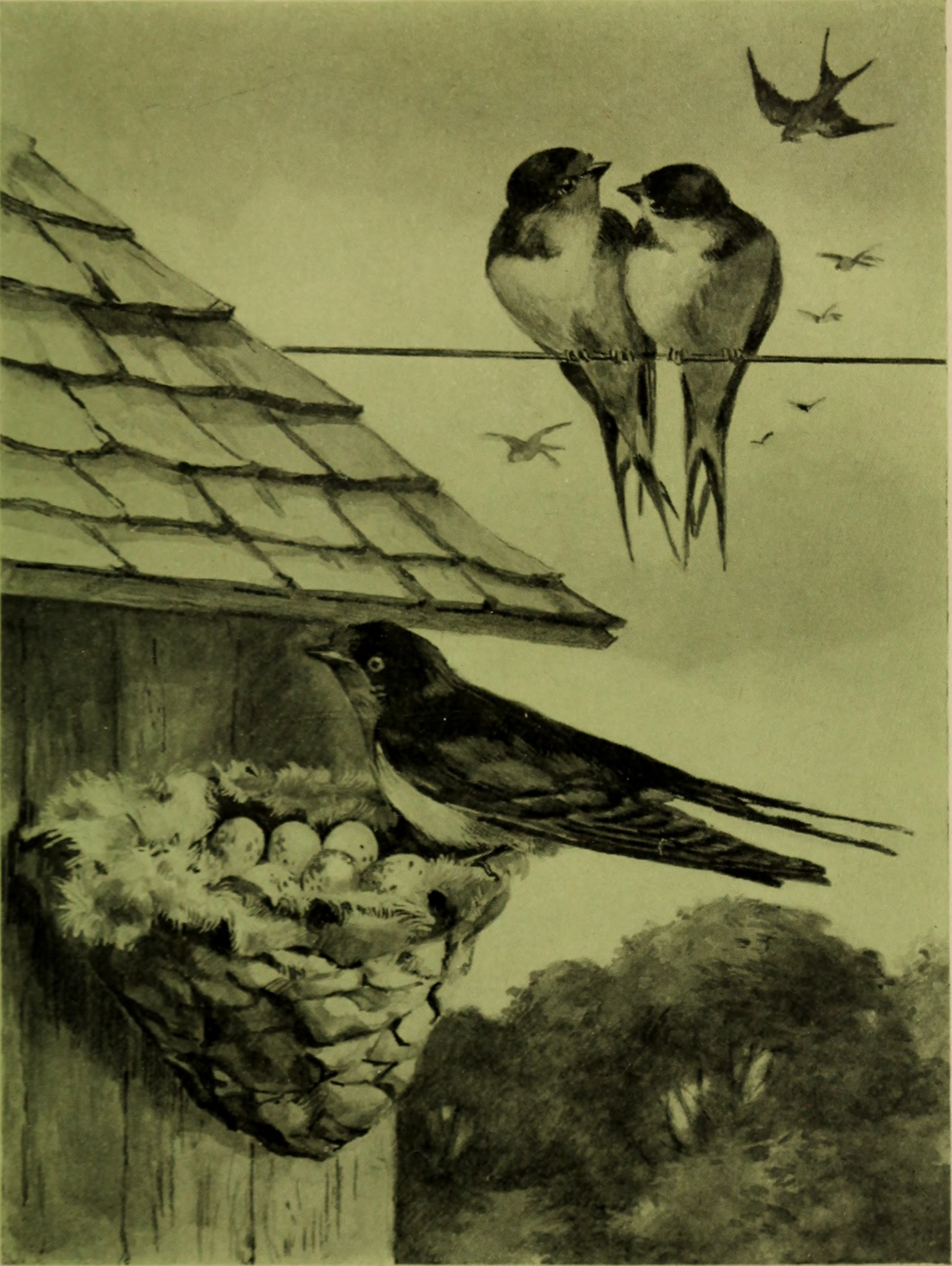
1903